# منتخب يوغوسلافيا تحت 21 سنة لكرة القدم
منتخب يوغوسلافيا تحت 21 سنة لكرة القدم هو الممثل الرسمي سابقا ليوغوسلافيا في بطولات كرة القدم تحت 21 سنة. وكان يشارك الفريق في بطولة أوروبا تحت 21 لكرة القدم التي تقام كل عامين سابقا.